# Музей Суринама
Музей Суринама (нидерл. Surinaams Museum) — исторический и художественный музей в городе Парамарибо (Суринам), основанный в 1947 году в Форте Зеландия, где британские и голландские колонисты впервые основали своё поселение на территории современного Суринама; постоянные исторические экспозиции включают ряд реконструкций помещений XVIII—XIX веков: от аптеки до тюремной камеры; проводит временные выставки произведений современного искусства, созданных местными и региональными авторами.

## История и описание

### Изобразительное искусство
Коллекция произведений изобразительного искусства, представленная в музее Суринама, включает в себя скульптуры, картины, гравюры и три «редкие» диорамы. Диорамы были переданы правительству Суринама в 2005 году властями Нидерландов, в честь 30-летней независимости страны (Бывшая голландская колония «Нидерландская Гвиана» получила независимость в 1975 году.). Диорамы были изготовлены Герритом Шоутеном (Gerrit Schouten, 1779—1839) — одним из первых профессиональных художников Суринама, получившим известность как художник-визуалист. По состоянию на 2019 год было известно о более чем сорока сохранившихся диорамах, которые находились как в частной собственности, так и в музейных собраниях — большинство, в голландских музеях, но также и в других странах Европы. В Суринаме их всего четыре — ещё одна выставлена в здании Центрального банка страны. В музейной коллекции представлен и ряд рисунков Шоутена.
В собрании музея представлены и другик художники XIX века: в музейном собрании есть работы Виллема Винкельса (1808—1892), Николаса Бокса (1785—1864), Дж. Вордуин (1799—1878) и Теодора Брея (1818—1887). Однако все они прибыли в Суринам из-за рубежа и проживали в колонии либо недолго, либо годами. Многие суринамские художники, после Шоутена, получили образование в Европе или уже были знакомы с западноевропейскими художественными канонами, проживая в Суринаме. Начиная с пятидесятых годов XX века, в стране появляется современное изобразительное искусство — значительную роль в этом сыграл голландская художница Нола Хаттерман (1899—1984), который жил и работал в Суринаме с 1953 года; музей владеет несколькими её работами. Суринамский художник Эрвин де Врис (род. 1929) также представлен в собрании: у музея есть несколько его скульптур и картин. Начиная с 1990-х годов музей получил несколько пожертвований, позволивших ему сформировать полноценное собрание современного суринамского искусства.

### Библиотека
История библиотеки при музее Суринама восходит к 1854 году. По данным на 2019 года, ей коллекция насчитывала более 35 000 томов, несколько сотен из которых датировались XVII и XVIII веками. Большинство печатных изданий относилось к истории и культуре Суринама; ранее работы по естественной истории также были частью библиотечного фонда, но в 1980-х годах они были переданы в местный университет — Суринамский университет имени Антона де Кома.
Специальные работы в коллекции включают подписанное первое издание дебютного романа Альберта Хелмана (1903—1996), неопубликованную рукопись Вима Бос Вершуура (1904—1985) и коллекцию рукописей судьи А. Ф. Ламменса (1767—1847), посвященную его родителям. Библиотека музея также управляет самой полной коллекцией суринамских альманахов в мире. С фондами библиотеки можно ознакомиться бесплатно, по предварительной записи.